# Bajka
Bajka – krótki utwór literacki zawierający morał (pouczenie), często jest wierszowany, czasem żartobliwy. Morał może znajdować się na początku (promythium) lub na końcu (epimythium) utworu albo wynikać z jego treści. Istotną cechą bajki jest alegoryczność. Bohaterami bajek mogą być ludzie, a także zwierzęta, przedmioty i zjawiska, które uosabiają typy ludzkie, cechy charakteru lub przeciwstawne poglądy i stanowiska. Jest jedną z odmian epiki, choć bajka epigramatyczna ma dużo cech lirycznych. Bajka to jedna z form literackich.

## Historia gatunku
Bajka wywodzi się z oralnej tradycji ludowej i jest wspólna wszystkim kulturom, co poświadczają zabytki, które przetrwały do dzisiejszych czasów, choćby w formie szczątkowej.

### Bajka grecka
W kręgu kultury śródziemnomorskiej pierwsza bajka pojawia się w literaturze greckiej, u Hezjoda (Op. 202–212) i Stesichora. Jednak rozwój gatunku wiąże się przede wszystkim z żyjącym w VI w. p.n.e. niewolnikiem Ezopem, który miał skomponować pierwszy zbiór pisanych prozą bajek zwierzęcych. Tak właśnie bajka wyodrębniła się jako osobny gatunek literacki.
W V w. p.n.e. pojawiło się określenie „bajki ezopowe”, obejmujące zarówno zbiór bajek pisanych przez Ezopa, jak i utwory autorów wcześniejszych i późniejszych. Innym, choć znacznie późniejszym, greckim twórcą bajek był Babrios.

### Bajka rzymska
Bajki były też włączane do utworów m.in. Enniusza i Horacego. Pierwszym rzymskim bajkopisarzem, który stworzył odrębny zbiór bajek, był Fedrus. W starożytności nie cieszyły się one jednak dużą popularnością. Całkiem zapomniane przez średniowiecznych czytelników, zostały wyparte przez anonimowy zbiór 98 bajek, nazywany bajkami Romulusa. Z łacińskich bajkopisarzy największym uznaniem cieszył się Awian.

### Bajka średniowieczna
W średniowieczu tworzono początkowo łacińskie przeróbki bajek starożytnych. Jednym z najbardziej poczytnych zbiorów były bajki Waltera Anglika. Utwory tego typu znaleźć można również wśród pism Jakuba de Vitry, Wincentego z Beauvais i Odo z Cheriton.
W językach narodowych pisano bajki dopiero od XII wieku (we Francji pojawił się wtedy przekład bajek Marie de France).

### Bajka renesansowa
Popularność bajki wzrosła w okresie renesansu, tworzyli wtedy m.in. Rimicjusz, Erazm z Rotterdamu. W czasach późniejszych bajki pisali m.in. Jean de La Fontaine, Gotthold Ephraim Lessing oraz Iwan Kryłow.
W Polsce pierwsze bajki pojawiały się jako część większych utworów: kazań, kronik i listów. Pierwszy większy zbiór bajek zamieścił Biernat z Lublina w Żywocie Ezopa Fryga. Bajki pisywali później: Bartłomiej Paprocki, Krzysztof Niemirycz, Franciszek Dionizy Kniaźnin, Julian Ursyn Niemcewicz, Ignacy Krasicki, Adam Mickiewicz, Aleksander Fredro oraz Stanisław Jachowicz.

## Rodzaje bajek
Są dwa rodzaje bajek: bajki narracyjne i bajki epigramatyczne. Bajka narracyjna jest zbliżona do noweli, posiada krótką, łatwą do przyswojenia fabułę. Starożytnym twórcą bajek narracyjnych był np. Babrios, nowożytnym La Fontaine. Bajka epigramatyczna jest natomiast zbliżona do epigramatu, krótsza, pozbawiona fabuły i wszelkich cech epickich. Teoretyczne uzasadnienie dał bajce epigramatycznej Gotthold Ephraim Lessing, nawiązując do starożytnej tradycji Fedrusa.